# Hans Ludendorff
Friedrich Wilhelm Hans Ludendorff, född den 25 maj 1873 i Thunow vid Köslin i Pommern, död den 26 juni 1941 i Potsdam, var en tysk astronom, bror till Erich Ludendorff.
Ludendorff anställdes 1897 vid observatoriet i Hamburg och 1898 vid astrofysikaliska observatoriet i Potsdam samt fick professors titel 1909. Han utförde en mängd viktiga arbeten inom de nyare grenarna av astronomin, i synnerhet astrofotografin och astrofysiken. Särskilt högt uppskattade var hans undersökningar över felkällorna i de astrofotografiska mätningsmetoderna samt över fixstjärnornas spektra och de spektroskopiska dubbelstjärnornas rörelser. Han blev 1921 direktor för observatoriet i Potsdam, en post han behöll till sin pensionering 1938, och var sedan 1921 en av utgivarna av Astronomische Gesellschafts Vierteljahrsschrift.